# Нотареско
Нотареско (італ. Notaresco) — муніципалітет в Італії, у регіоні Абруццо,  провінція Терамо.
Нотареско розташоване на відстані близько 145 км на північний схід від Рима, 55 км на північний схід від Л'Аквіли, 15 км на схід від Терамо.
Населення — 6891 особа (2014).

## Демографія
Населення за роками:

Станом на 1 січня 2023 року в муніципалітеті офіційно проживали 303 іноземці з 34 країн, серед них 98 громадян країн Євросоюзу та 5 громадян України.

## Сусідні муніципалітети
- Атрі
- Кастеллальто
- Челліно-Аттаназіо
- Морро-д'Оро
- Мошано-Сант'Анджело
- Розето-дельї-Абруцці